# Jon Azkargorta
Jon Azkargorta Aretxabala (Algorta, 3 de mayo de 1963) es un exjugador español de rugby que se desempeñaba como centro, jugó toda su carrera en el Getxo Rugby Taldea y fue internacional absoluto con la Selección Española.

## Carrera
Azkargorta siempre jugó en el Getxo RT de su ciudad natal. Ganó el único título de División de Honor en la nómina del club, en la temporada 1992-93, y varias Copas del Rey . En 1986, formó parte de la primera selección española de rugby a siete.  Es el segundo jugador con más internacionalidades (76) en la historia de la selección española, solo por detrás de Francisco Puertas.  Su primera internacionalidad fue contra Argentina en Madrid, el 23 de noviembre de 1982, y su última fue contra la selección de rugby de Gales el 21 de mayo de 1994, también disputada en el Estadio Nacional Complutense. 

## Vida privada
Azkargorta es profesor de Física en la Universidad del País Vasco. 